# Thieving From the House of God
Thieving From the House of God – album Orange Goblin wydany wiosną 2004 roku.
Piąty studyjny album stonermetalowego zespołu, połączenie punkrokowego stylu grania i metalowych riffów. Jest rozwinięciem stylu z płyty Coup De Grace.

## Charakterystyka albumu
Brak na albumie tak dużej ilości eksperymentów z efektami gitarowymi, całkowicie brak ballad. Gitarzysta tylko sporadycznie używa wah-wah. Album jest mocny i bezkompromisowy, melodyczne wstawki są ograniczone do minimum. Jest to efektem tego, że po odejściu O'Malleya pierwszy gitarzysta gra także partie gitary rytmicznej. Mimo to materiał jest równy, spójny i ciekawy. Często zdarza się, że gitara milknie pozwalając sekcji rytmicznej przebić się nawet przez partię wokalu.
Album jest pełen punkrockowych naleciałości. Elementy punck rocka słychać najwyraźniej w sekcji wokalnej i rytmicznej. Przykładem może być Tosh Lines czy Lazy Merry. Bardzo mocne, punkrockowe piosenki, krótkie i nieskomplikowane, wokalista krzycząc skanduje tekst. Piosenki te na myśl przywodzą dokonania Misfits. Crown of Locusts jest kolejnym przykładem połączenia stylu Orange Goblin i punkrockowej stylistyki. Utwór ma ponad 9 minut i zawiera wiele zmian tempa i modyfikacji tematu głównego. Około czwartej minuty utwór zwalnia, tak jakby miał się ku końcowi, aby następnie rozwinąć się w powolny marszowy, stonerockowy pochód.
Na albumie zdarzają się piosenki zaskakujące jak pa przykład One Room, One Axe, One Outcome. Bardzo długi, dwu minutowy, wstęp przypominający utwór instrumentalny, słychać dwie gitary. Następnie riff ulega lekkiemu uproszczeniu i wchodzi wokal. W Bad Luck trochę południowo amerykański początek, niespodziewanie rozwija się w energetyczny stoner rock. Black Egg to jeden z najbardziej zaskakujących i rozpoznawalnych utworów na albumie, ze względu na pojawiające się w pewnym momencie wokaliz żeńskich.
Mimo nowości i zmian w stylu album zawiera także utwory nawiązujące do albumów poprzednich: You're Not the One, If It Ain't Broke, Break It i Round Up the Horses. Some You Win, Some You Lose to typowy stoner rock w wykonaniu Orange Goblin, zawierający długie mieszające się ze sobą partie solowe gitary. Także w Just Got Paid zastosowana została stonerrockowa aranżacja, oraz zmiany tempa i melodyka tak typowe dla zespołu. Partie gitary przypominają miejscami styl Jimmy’ego Page’a.
Jak na tak przewrotny tytuł okładka płyty jest bardzo stonowana. Przedstawia ołtarz główny kościoła katolickiego, przedstawione w ciemnych, odcieniach brązu.

## Lista utworów
1. Some You Win, Some You Lose
2. One Room, One Axe, One Outcome
3. Hard Luck
4. Black Egg
5. You're Not the One (Who Can Save Rock n' Roll)
6. If It Ain't Broke, Break It
7. Lazy Mary
8. Round Up the Horses
9. Tosh Lines
10. Just Got Paid
11. Crown of Locusts

## Wykonawcy
- Joe Horae - gitara
- Martyn Millard - gitara basowa
- Chris Turner - perkusja
- Ben Ward – wokal